# Kachtanka
Kachtanka est une nouvelle de vingt-deux pages d'Anton Tchekhov, parue en 1887.

## Historique
Kachtanka est initialement publié dans la revue russe Temps nouveaux, numéro 4248, du 25 décembre 1887, sous le pseudonyme d'An Tchekhov.

## Résumé
La narratrice est Kachtanka, une petite chienne rousse comme un renard. Son maître, le menuisier Louka, et son fils Fédioucha la battent un peu, la nourrissent à peine et la maltraitent beaucoup. Aujourd'hui, elle s'est perdue au retour d'une tournée des cabarets de Louka.
Elle est recueillie par Monsieur Georges qui a déjà chez lui un chat appelé Monsieur Fiodor ; un jars, Monsieur Ivan, et une truie, Madame Khavronia : tous répètent longuement des tours de cirques.
Un mois plus tard, Kachtanka qui a été rebaptisée Tiotka par Monsieur Georges, a appris quelques tours. Elle remplacera ce soir Monsieur Ivan qui vient de mourir, écrasé par un cheval. C'est son premier spectacle. Parmi les spectateurs, Fédioucha la reconnaît et l'appelle. Elle court vers lui et retourne sans regrets vivre chez le menuisier.

## Adaptations
- 1926 : Kachtanka (Каштанка) d'Olga Preobrajenskaïa
- 1952 : Kachtanka, court métrage d'animation de Mikhaïl Tsekhanovski (Soyouzmoultfilm)
- 2004 : Kachtanka film d'animation russe de Natalia Orlova (ru)

## Illustrations

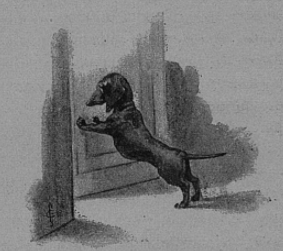
Kachtanka par Sergueï Solomko (1892).
- Couverture du livre (1929)
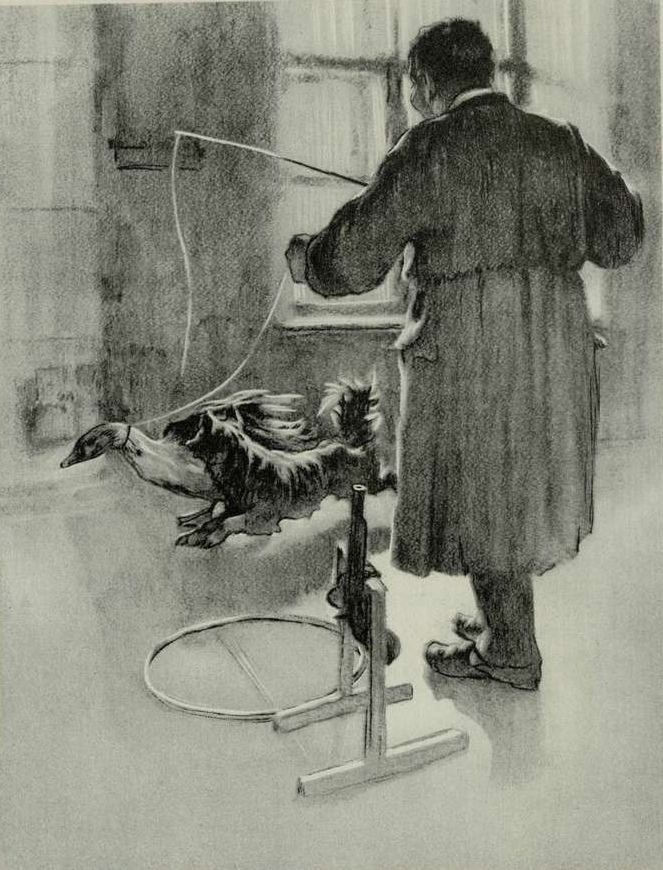
Illustration par Dmitri Kardovski (1903).
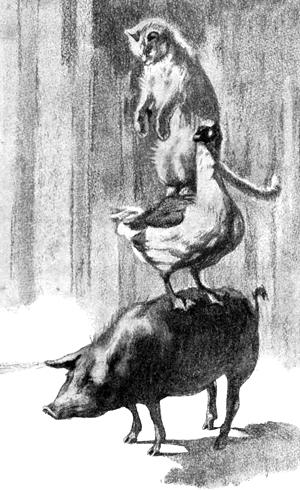
Illustration par Dmitri Kardovski.

## Édition française
- Kachtanka, traduit par Édouard Parayre, éditions Gallimard, Bibliothèque de la Pléiade, 1970  (ISBN 2 07 010550 4).